# Natação no Campeonato Mundial de Esportes Aquáticos de 2024 - 50 m peito feminino

A prova dos 50 metros peito feminino da natação no Campeonato Mundial de Esportes Aquáticos de 2024 foi realizada nos dias 17 e 18 de fevereiro de 2024 em Doha, no Catar.

## Formato da competição
A competição consiste em três rodadas: eliminatórias, semifinais e final. As nadadoras com os 16 melhores tempos nas baterias preliminares avançam as semifinais. Já as nadadoras com os 8 melhores tempos nas semifinais avançam a final. Desempates (swim-offs) são utilizados conforme necessário para quebrar os empates de avanço a próxima rodada.

## Cronograma
Todos os horários estão na hora local (UTC+3).
| Data            | Hora  | Evento        |
| --------------- | ----- | ------------- |
| 17 de fevereiro | 10:08 | Eliminatórias |
| 17 de fevereiro | 19:25 | Semifinais    |
| 18 de fevereiro | 19:09 | Final         |

## Recordes
Antes desta competição, os recordes mundiais e do campeonato nesta prova eram os seguintes:
| Tipo                  | Atleta         | Tempo  | Local   | Data                |
| --------------------- | -------------- | ------ | ------- | ------------------- |
|                       | Rūta Meilutytė | 29s 16 | Fukuoka | 30 de julho de 2023 |
| Recorde do campeonato | Rūta Meilutytė | 29s 16 | Fukuoka | 30 de julho de 2023 |

## Medalhistas
| Ouro                      | Prata                 | Bronze                    |
| Rūta Meilutytė · Lituânia | Tang Qianting · China | Benedetta Pilato · Itália |

## Resultados

### Eliminatórias
Esses foram os resultados das eliminatórias. A prova foi realizada no dia 17 de fevereiro com início às 10:08.
| Pos. | Bateria | Raia | Nadadora               | Nacionalidade                   | Tempo   | Notas            |
| ---- | ------- | ---- | ---------------------- | ------------------------------- | ------- | ---------------- |
| 1    | 4       | 4    | Benedetta Pilato       | Itália                          | 29.89   | Q                |
| 2    | 3       | 5    | Tang Qianting          | China                           | 29.93   | Q                |
| 3    | 5       | 4    | Rūta Meilutytė         | Lituânia                        | 30.05   | Q                |
| 4    | 3       | 4    | Lara van Niekerk       | África do Sul                   | 30.28   | Q                |
| 5    | 5       | 7    | Ida Hulkko             | Finlândia                       | 30.36   | Q                |
| 6    | 5       | 3    | Veera Kivirinta        | Finlândia                       | 30.53   | Q                |
| 7    | 4       | 5    | Mona McSharry          | Irlanda                         | 30.72   | Q                |
| 8    | 4       | 3    | Sophie Hansson         | Suécia                          | 30.83   | Q                |
| =9   | 4       | 7    | Silje Slyngstadli      | Noruega                         | 30.86   | Q,               |
| =9   | 4       | 1    | Sophie Angus           | Canadá                          | 30.86   | Q                |
| 11   | 5       | 6    | Dominika Sztandera     | Polónia                         | 30.91   | Q                |
| 12   | 5       | 5    | Anita Bottazzo         | Itália                          | 30.94   | Q                |
| 13   | 3       | 7    | Yang Chang             | China                           | 31.02   | Q                |
| 14   | 4       | 6    | Fleur Vermeiren        | Bélgica                         | 31.08   | Q                |
| 15   | 5       | 2    | Piper Enge             | Estados Unidos                  | 31.09   | Q                |
| 16   | 3       | 6    | Ana Rodrigues          | Portugal                        | 31.25   | Q                |
| 17   | 3       | 8    | Rianna Dela Cruz       | Filipinas                       | 31.27   |                  |
| 18   | 5       | 1    | Macarena Ceballos      | Argentina                       | 31.32   |                  |
| 19   | 4       | 8    | Jenjira Srisaard       | Tailândia                       | 31.35   |                  |
| 20   | 3       | 2    | Maria-Thaleia Drasidou | Grécia                          | 31.49   |                  |
| 21   | 2       | 3    | Chen Pui Lam           | Macau                           | 31.56   | Recorde nacional |
| 22   | 4       | 9    | Tara Vovk              | Eslovênia                       | 31.65   |                  |
| 23   | 5       | 9    | Stefanía Gómez         | Colômbia                        | 31.75   |                  |
| 24   | 3       | 1    | Ana Carolina Vieira    | Brasil                          | 31.81   |                  |
| 25   | 5       | 0    | Jimena Ruiz            | Espanha                         | 31.99   |                  |
| 26   | 2       | 6    | Lanihei Connolly       | Ilhas Cook                      | 32.03   |                  |
| 27   | 5       | 8    | Lin Pei-wun            | Taipé Chinesa                   | 32.10   |                  |
| 28   | 3       | 9    | Melissa Rodríguez      | México                          | 32.15   |                  |
| 29   | 2       | 5    | Lam Hoi Kiu            | Hong Kong                       | 32.57   |                  |
| 30   | 2       | 4    | Phee Jinq En           | Malásia                         | 32.70   |                  |
| 31   | 2       | 7    | Ellie Shaw             | Antígua e Barbuda               | 32.73   | Recorde nacional |
| 32   | 3       | 0    | Lisa Mamié             | Suíça                           | 32.88   |                  |
| 33   | 1       | 6    | Alicia Kok Shun        | Ilhas Maurícias                 | 33.19   |                  |
| 34   | 2       | 0    | Kirabo Namutebi        | Uganda                          | 33.71   |                  |
| 35   | 2       | 2    | Victoria Russell       | Bahamas                         | 34.03   |                  |
| 36   | 2       | 1    | Naiara Roca            | Bolívia                         | 35.20   |                  |
| 37   | 2       | 8    | N'Hara Fernandes       | Angola                          | 36.34   |                  |
| 38   | 2       | 9    | Taeyanna Adams         | Estados Federados da Micronésia | 37.87   |                  |
| 39   | 1       | 4    | Mariama Touré          | Guiné                           | 40.83   |                  |
| 40   | 1       | 5    | Nina Amison            | Djibuti                         | 45.87   |                  |
| 41   | 1       | 3    | Olamide Sam            | Serra Leoa                      | 1:04.78 |                  |
| —    | 4       | 0    | Adelaida Pchelintseva  | Cazaquistão                     | DSQ     | DSQ              |
| —    | 1       | 2    | Rita Acaba Ocomo       | Guiné Equatorial                | DNS     | DNS              |
| —    | 3       | 3    | Kotryna Teterevkova    | Lituânia                        | DNS     | DNS              |
| —    | 4       | 2    | Charlotte Bonnet       | França                          | DNS     | DNS              |

### Semifinais
Esses foram os resultados das semifinais. A prova foi realizada no dia 17 de fevereiro com início às 19:25.
| Pos. | Bateria | Raia | Nadadora           | Nacionalidade  | Tempo | Notas |
| ---- | ------- | ---- | ------------------ | -------------- | ----- | ----- |
| 1    | 2       | 5    | Rūta Meilutytė     | Lituânia       | 29.42 | Q     |
| 2    | 1       | 4    | Tang Qianting      | China          | 29.80 | Q,    |
| 3    | 2       | 4    | Benedetta Pilato   | Itália         | 29.91 | Q     |
| 4    | 2       | 8    | Piper Enge         | Estados Unidos | 30.53 | Q     |
| 5    | 1       | 5    | Lara van Niekerk   | África do Sul  | 30.56 | Q     |
| 6    | 1       | 3    | Veera Kivirinta    | Finlândia      | 30.57 | Q     |
| 6    | 2       | 6    | Mona McSharry      | Irlanda        | 30.57 | Q     |
| 8    | 2       | 3    | Ida Hulkko         | Finlândia      | 30.69 | Q     |
| 9    | 1       | 6    | Sophie Hansson     | Suécia         | 30.71 |       |
| 10   | 2       | 7    | Dominika Sztandera | Polónia        | 30.78 |       |
| 11   | 2       | 1    | Yang Chang         | China          | 30.86 |       |
| 12   | 2       | 2    | Sophie Angus       | Canadá         | 30.87 |       |
| 13   | 1       | 7    | Anita Bottazzo     | Itália         | 30.89 |       |
| 14   | 1       | 8    | Ana Rodrigues      | Portugal       | 31.09 |       |
| 15   | 1       | 2    | Silje Slyngstadli  | Noruega        | 31.34 |       |
| 16   | 1       | 1    | Fleur Vermeiren    | Bélgica        | 31.60 |       |

### Final
A final foi realizada em 18 de fevereiro às 19:09.
| Pos.              | Raia | Nadadora         | Nacionalidade  | Tempo | Notas            |
| ----------------- | ---- | ---------------- | -------------- | ----- | ---------------- |
| Medalha de ouro   | 4    | Rūta Meilutytė   | Lituânia       | 29.40 |                  |
| Medalha de prata  | 5    | Tang Qianting    | China          | 29.51 | Recorde asiático |
| Medalha de bronze | 3    | Benedetta Pilato | Itália         | 30.01 |                  |
| 4                 | 2    | Lara van Niekerk | África do Sul  | 30.47 |                  |
| 5                 | 7    | Ida Hulkko       | Finlândia      | 30.60 |                  |
| 6                 | 6    | Piper Enge       | Estados Unidos | 30.69 |                  |
| 7                 | 8    | Veera Kivirinta  | Finlândia      | 30.73 |                  |
| 8                 | 1    | Mona McSharry    | Irlanda        | 30.96 |                  |

Legenda
| Recorde mundial       | Recorde mundial (World record)               |                       | Recorde africano                      | Recorde africano (African) |                                           | Q | Classificado por posição (Qualified) |
| Recorde do campeonato | Recorde do campeonato (Championship record)  | Recorde da América    | Recorde da América (Americas)         | q                          | Classificado por melhor tempo (Qualified) |   |                                      |
| Melhor marca do ano   | Melhor marca do ano (World leading)          | Recorde asiático      | Recorde asiático (Asian)              | DNS                        | Não largou (Did not start)                |   |                                      |
| Recorde nacional      | Recorde nacional (National record)           | Recorde europeu       | Recorde europeu (European)            | DNF                        | Não terminou (Did not finish)             |   |                                      |
| Recorde pessoal       | Recorde pessoal do atleta (Personal best)    | Recorde da Oceania    | Recorde da Oceania (Oceania)          | DSQ / DQ                   | Desclassificado (Disqualified)            |   |                                      |
| Recorde da temporada  | Recorde da temporada do atleta (Season best) | Recorde sul-americano | Recorde sul-americano (South America) | NM                         | Sem marca (No mark)                       |   |                                      |